# Anthyllis terniflora
Anthyllis terniflora là một loài thực vật có hoa trong họ Đậu. Loài này được (Lag.) Pau miêu tả khoa học đầu tiên.